# Phẫn nộ (phim)
Phẫn nộ (tên gốc tiếng Anh: I Am Wrath) là phim hành động Mỹ 2016 đạo diễn bởi Chuck Russell với kịch bản được viết bởi Yvan Gauthier và Paul Sloan. Phim có sự góp mặt của John Travolta, Christopher Meloni, Sam Trammell, Amanda Schull, Rebecca De Mornay và Luis Da Silva. Quá trình quay phim chính bắt đầu vào ngày 9 tháng 3 năm 2015 tại Columbus, Ohio.

## Nội dung
Kỹ sư thất nghiệp Stanley Hill đã chứng kiến người vợ của mình là Vivian bị giết bởi những tên côn đồ trong một nhà để xe. Dằn vặt với cảm giác tội lỗi, Stanley bị ám ảnh bởi hình ảnh của Vivian chết trong vòng tay của mình. Và rồi cuối cùng, chính Stanley phải tự đi tìm công bằng khi thám tử Gibson và các nhân viên cảnh sát tham nhũng khác không thể đưa những kẻ giết người ra trước ánh sáng công lý.

## Diễn viên
- John Travolta vai Stanley Hill / Wrath
- Christopher Meloni vai Dennis [5]
- Amanda Schull vai Abbie Hill[6]
- Rebecca De Mornay vai Vivian Hill[7]
- Sam Trammell vai Thám tử Gilmore[7]
- Luis Da Silva vai Charley[7]
- Paul Sloan vai Lemi K
- Patrick St. Esprit vai John Meserve[8]
- James Logan vai Lars (thợ xăm hình)[9]
- Thomas Newhard vai Bar Patron / Drunk
- Melissa Bolona vai Phóng viên #1

## Sản xuất
Được công bố vào tháng 9 năm 2012, dự án ban đầu chiêu mộ nam diễn viên Nicolas Cage, với William Friedkin đảm nhiệm vai trò đạo diễn. Tuy nhiên kế hoạch này không đạt như mong đợi, vậy nên một phiên bản mới với sự tham gia của John Travolta, và Chuck Russell ngồi ghế đạo diễn đã được công bố vào tháng 2 năm 2015.
Quá trình quay phim chính bắt đầu vào ngày 9 tháng 3 năm 2015 tại Columbus, Ohio. Ngày 18 tháng 3 năm 2015, phim được bấm máy tại Ohio Statehouse, và trong một căn nhà riêng ở Bexley, Ohio. Ngoài ra Phẫn nộ cũng được quay tại Cleveland và Alabama.

## Đánh giá chuyên môn
Trên hệ thống tổng hợp kết quả đánh giá Rotten Tomatoes, phim nhận được 11% lượng đồng thuận dựa theo 9 bài đánh giá, với điểm trung bình là 3/10.